# Gallo Matese
Gallo Matese község (comune) Olaszország Campania régiójában, Caserta megyében.

## Fekvése
A megye északi részén fekszik, Nápolytól 70 km-re északra valamint Caserta városától 45 km-re északi irányban. Határai: Capriati a Volturno, Fontegreca, Letino, Longano, Monteroduni, Prata Sannita és Roccamandolfi.

## Története
A település alapítására vonatkozóan nincsenek pontos adatok. Valószínűleg a kora középkorban alapították, bár egyes régészek szerint alapítása a rómaiak idejére nyúlik vissza. A következő századokban nemesi birtok volt. A 19. században nyerte el önállóságát, amikor a Nápolyi Királyságban felszámolták a feudalizmust.

## Népessége
A népesség számának alakulása:

## Főbb látnivalói
- Palazzo dei Signori di Bojano
- Ave Gratia Plena-templom